# Burla (okręg Suczawa)
Burla – wieś w Rumunii, w okręgu Suczawa, w gminie Burla. W 2011 roku liczyła 2111 mieszkańców.